# Cornelis Leonardus Bressers
Cornelis Leonardus Bressers (Dongen, 23 december 1856 – aldaar, 1 januari 1933) was een Nederlands ondernemer en politicus.

## Leven en werk
Bressers werd in 1856 in Dongen geboren als zoon van de leerlooier Johannes Bressers en Anna Maria Stoops. Hij begon zijn carrière bij de firma "Felix Taure" te Le Havre. Op 17 april 1890 werd hij lid van de Provinciale Staten van Noord-Brabant. Sedert 1891 werd Bressers hoofdfirmant van de Koninklijke Lederfabriek "J. Bressers" te Dongen. Ook was hij eigenaar van de "Zuidhollandse Beetwortelsuikerfabriek" te Oud-Beijerland. Van 21 februari 1902 tot februari 1918 was Bressers lid van de Gedeputeerde Staten van Noord-Brabant en van 19 februari 1918 tot 20 juni 1919 was hij lid van de Eerste Kamer der Staten-Generaal.
Bressers trouwde in Oosterhout op 30 augustus 1881 met Hendrika Margaretha Johanna Stams.